# Mengelberg

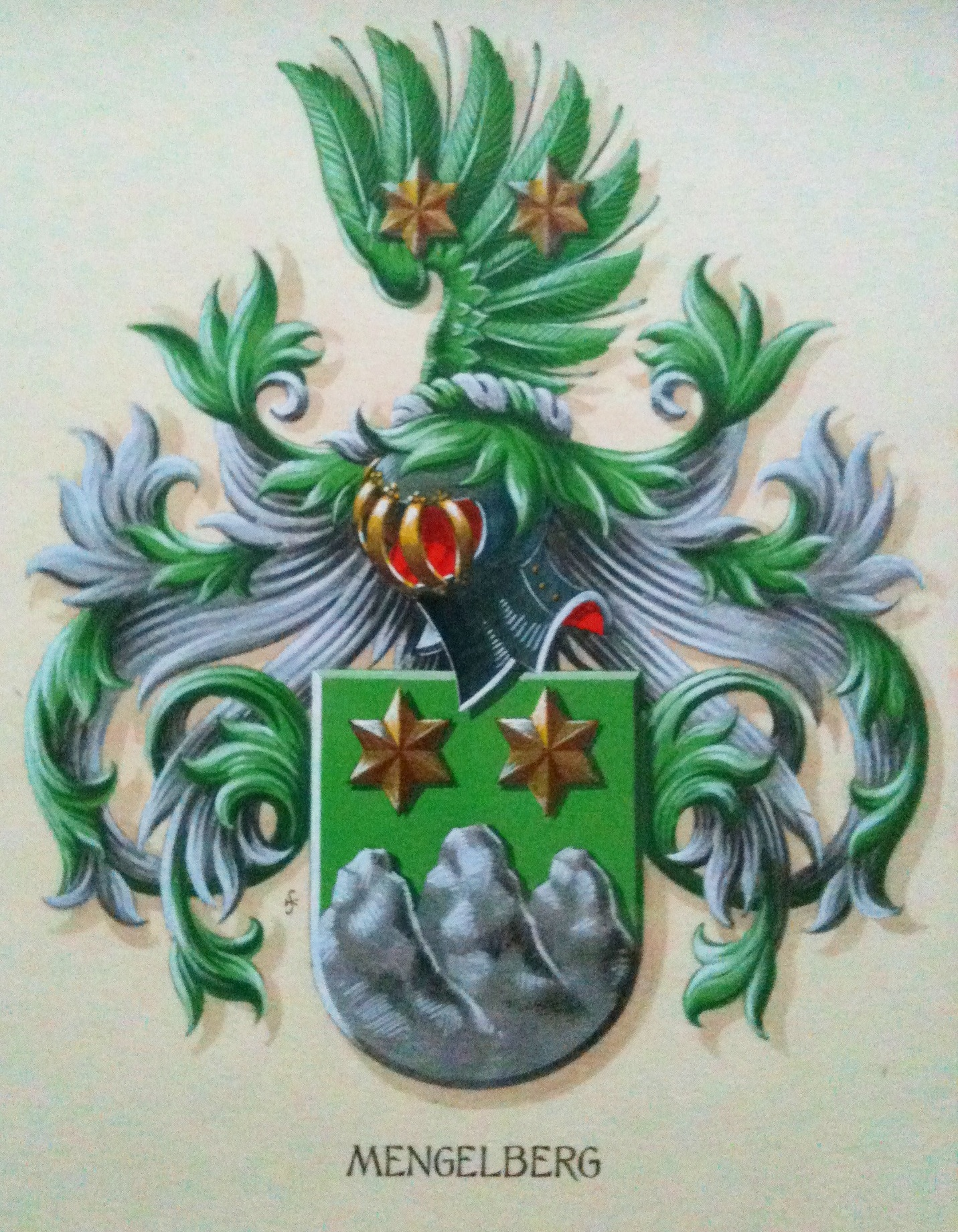
Wapen van de familie Mengelberg

Mengelberg is een Duits geslacht dat afstamt van Konrad von Mengelberg (1309-1374) en zich rond 1550 in Linz am Rhein in Duitsland heeft gevestigd. De familie heeft een tak van juristen, burgemeesters en andere bestuurders voortgebracht en een andere van met name kunstenaars, onder wie voorname architecten, beeldhouwers, musici en schilders. Enkele leden van beide takken van de familie hebben zich aan het eind van de 19e en het begin van de 20e eeuw in Nederland gevestigd.

## Beknopte stamboom kunstenaarstak
| Egidius Mengelberg (1770-1849) schilder                         |                                                                 |                                                                 |                                                                 |                                                                 |                                                                 |  |  |                                                  |                                                  |                                                  |                                                  |                                                  |                                                  |  |  |                                                        |                                                        |                                                        |                                                        |                                                        |                                                        |  |  |                                                      |                                                      |                                                      |                                                      |                                                      |                                                      |  |  |                                     |                                     |                                     |                                     |                                     |                                     |  |  |  |  |  |  |  |  |  |  |  |  |  |  |  |  |  |  |
|                                                                 |                                                                 |                                                                 |                                                                 |                                                                 |                                                                 |  |  |                                                  |                                                  |                                                  |                                                  |                                                  |                                                  |  |  |                                                        |                                                        |                                                        |                                                        |                                                        |                                                        |  |  |                                                      |                                                      |                                                      |                                                      |                                                      |                                                      |  |  |                                     |                                     |                                     |                                     |                                     |                                     |  |  |  |  |  |  |  |  |  |  |  |  |  |  |  |  |  |  |
|                                                                 |                                                                 |                                                                 |                                                                 |                                                                 |                                                                 |  |  |                                                  |                                                  |                                                  |                                                  |                                                  |                                                  |  |  |                                                        |                                                        |                                                        |                                                        |                                                        |                                                        |  |  |                                                      |                                                      |                                                      |                                                      |                                                      |                                                      |  |  |                                     |                                     |                                     |                                     |                                     |                                     |  |  |  |  |  |  |  |  |  |  |  |  |  |  |  |  |  |  |
| Johann Edmund Egidius Mengelberg beeldhouwer en kranenfabrikant | Johann Edmund Egidius Mengelberg beeldhouwer en kranenfabrikant | Johann Edmund Egidius Mengelberg beeldhouwer en kranenfabrikant | Johann Edmund Egidius Mengelberg beeldhouwer en kranenfabrikant | Johann Edmund Egidius Mengelberg beeldhouwer en kranenfabrikant | Johann Edmund Egidius Mengelberg beeldhouwer en kranenfabrikant |  |  |                                                  |                                                  |                                                  |                                                  |                                                  |                                                  |  |  | Otto Mengelberg (1817-1890) schilder                   | Otto Mengelberg (1817-1890) schilder                   | Otto Mengelberg (1817-1890) schilder                   | Otto Mengelberg (1817-1890) schilder                   | Otto Mengelberg (1817-1890) schilder                   | Otto Mengelberg (1817-1890) schilder                   |  |  |                                                      |                                                      |                                                      |                                                      |                                                      |                                                      |  |  |                                     |                                     |                                     |                                     |                                     |                                     |  |  |  |  |  |  |  |  |  |  |  |  |  |  |  |  |  |  |
| Johann Edmund Egidius Mengelberg beeldhouwer en kranenfabrikant | Johann Edmund Egidius Mengelberg beeldhouwer en kranenfabrikant | Johann Edmund Egidius Mengelberg beeldhouwer en kranenfabrikant | Johann Edmund Egidius Mengelberg beeldhouwer en kranenfabrikant | Johann Edmund Egidius Mengelberg beeldhouwer en kranenfabrikant | Johann Edmund Egidius Mengelberg beeldhouwer en kranenfabrikant |  |  |                                                  |                                                  |                                                  |                                                  |                                                  |                                                  |  |  | Otto Mengelberg (1817-1890) schilder                   | Otto Mengelberg (1817-1890) schilder                   | Otto Mengelberg (1817-1890) schilder                   | Otto Mengelberg (1817-1890) schilder                   | Otto Mengelberg (1817-1890) schilder                   | Otto Mengelberg (1817-1890) schilder                   |  |  |                                                      |                                                      |                                                      |                                                      |                                                      |                                                      |  |  |                                     |                                     |                                     |                                     |                                     |                                     |  |  |  |  |  |  |  |  |  |  |  |  |  |  |  |  |  |  |
|                                                                 |                                                                 |                                                                 |                                                                 |                                                                 |                                                                 |  |  |                                                  |                                                  |                                                  |                                                  |                                                  |                                                  |  |  |                                                        |                                                        |                                                        |                                                        |                                                        |                                                        |  |  |                                                      |                                                      |                                                      |                                                      |                                                      |                                                      |  |  |                                     |                                     |                                     |                                     |                                     |                                     |  |  |  |  |  |  |  |  |  |  |  |  |  |  |  |  |  |  |
| Friedrich Wilhelm Mengelberg (1837-1919) beeldhouwer            | Friedrich Wilhelm Mengelberg (1837-1919) beeldhouwer            | Friedrich Wilhelm Mengelberg (1837-1919) beeldhouwer            | Friedrich Wilhelm Mengelberg (1837-1919) beeldhouwer            | Friedrich Wilhelm Mengelberg (1837-1919) beeldhouwer            | Friedrich Wilhelm Mengelberg (1837-1919) beeldhouwer            |  |  | Heinrich Otto Mengelberg (1841-1891) beeldhouwer | Heinrich Otto Mengelberg (1841-1891) beeldhouwer | Heinrich Otto Mengelberg (1841-1891) beeldhouwer | Heinrich Otto Mengelberg (1841-1891) beeldhouwer | Heinrich Otto Mengelberg (1841-1891) beeldhouwer | Heinrich Otto Mengelberg (1841-1891) beeldhouwer |  |  | Wilhelm Edmund Mengelberg (1850-1922) beeldhouwer      | Wilhelm Edmund Mengelberg (1850-1922) beeldhouwer      | Wilhelm Edmund Mengelberg (1850-1922) beeldhouwer      | Wilhelm Edmund Mengelberg (1850-1922) beeldhouwer      | Wilhelm Edmund Mengelberg (1850-1922) beeldhouwer      | Wilhelm Edmund Mengelberg (1850-1922) beeldhouwer      |  |  |                                                      |                                                      |                                                      |                                                      |                                                      |                                                      |  |  |                                     |                                     |                                     |                                     |                                     |                                     |  |  |  |  |  |  |  |  |  |  |  |  |  |  |  |  |  |  |
| Friedrich Wilhelm Mengelberg (1837-1919) beeldhouwer            | Friedrich Wilhelm Mengelberg (1837-1919) beeldhouwer            | Friedrich Wilhelm Mengelberg (1837-1919) beeldhouwer            | Friedrich Wilhelm Mengelberg (1837-1919) beeldhouwer            | Friedrich Wilhelm Mengelberg (1837-1919) beeldhouwer            | Friedrich Wilhelm Mengelberg (1837-1919) beeldhouwer            |  |  | Heinrich Otto Mengelberg (1841-1891) beeldhouwer | Heinrich Otto Mengelberg (1841-1891) beeldhouwer | Heinrich Otto Mengelberg (1841-1891) beeldhouwer | Heinrich Otto Mengelberg (1841-1891) beeldhouwer | Heinrich Otto Mengelberg (1841-1891) beeldhouwer | Heinrich Otto Mengelberg (1841-1891) beeldhouwer |  |  | Wilhelm Edmund Mengelberg (1850-1922) beeldhouwer      | Wilhelm Edmund Mengelberg (1850-1922) beeldhouwer      | Wilhelm Edmund Mengelberg (1850-1922) beeldhouwer      | Wilhelm Edmund Mengelberg (1850-1922) beeldhouwer      | Wilhelm Edmund Mengelberg (1850-1922) beeldhouwer      | Wilhelm Edmund Mengelberg (1850-1922) beeldhouwer      |  |  |                                                      |                                                      |                                                      |                                                      |                                                      |                                                      |  |  |                                     |                                     |                                     |                                     |                                     |                                     |  |  |  |  |  |  |  |  |  |  |  |  |  |  |  |  |  |  |
|                                                                 |                                                                 |                                                                 |                                                                 |                                                                 |                                                                 |  |  |                                                  |                                                  |                                                  |                                                  |                                                  |                                                  |  |  |                                                        |                                                        |                                                        |                                                        |                                                        |                                                        |  |  |                                                      |                                                      |                                                      |                                                      |                                                      |                                                      |  |  |                                     |                                     |                                     |                                     |                                     |                                     |  |  |  |  |  |  |  |  |  |  |  |  |  |  |  |  |  |  |
| Otto Mengelberg (1868-1934) glazenier                           | Otto Mengelberg (1868-1934) glazenier                           | Otto Mengelberg (1868-1934) glazenier                           | Otto Mengelberg (1868-1934) glazenier                           | Otto Mengelberg (1868-1934) glazenier                           | Otto Mengelberg (1868-1934) glazenier                           |  |  | Willem Mengelberg (1871–1951) dirigent           | Willem Mengelberg (1871–1951) dirigent           | Willem Mengelberg (1871–1951) dirigent           | Willem Mengelberg (1871–1951) dirigent           | Willem Mengelberg (1871–1951) dirigent           | Willem Mengelberg (1871–1951) dirigent           |  |  | Joseph Mengelberg (1874-1940) beeldhouwer en glazenier | Joseph Mengelberg (1874-1940) beeldhouwer en glazenier | Joseph Mengelberg (1874-1940) beeldhouwer en glazenier | Joseph Mengelberg (1874-1940) beeldhouwer en glazenier | Joseph Mengelberg (1874-1940) beeldhouwer en glazenier | Joseph Mengelberg (1874-1940) beeldhouwer en glazenier |  |  | Hans Mengelberg (1885-1945) beeldhouwer en ontwerper | Hans Mengelberg (1885-1945) beeldhouwer en ontwerper | Hans Mengelberg (1885-1945) beeldhouwer en ontwerper | Hans Mengelberg (1885-1945) beeldhouwer en ontwerper | Hans Mengelberg (1885-1945) beeldhouwer en ontwerper | Hans Mengelberg (1885-1945) beeldhouwer en ontwerper |  |  |                                     |                                     |                                     |                                     |                                     |                                     |  |  |  |  |  |  |  |  |  |  |  |  |  |  |  |  |  |  |
| Otto Mengelberg (1868-1934) glazenier                           | Otto Mengelberg (1868-1934) glazenier                           | Otto Mengelberg (1868-1934) glazenier                           | Otto Mengelberg (1868-1934) glazenier                           | Otto Mengelberg (1868-1934) glazenier                           | Otto Mengelberg (1868-1934) glazenier                           |  |  | Willem Mengelberg (1871–1951) dirigent           | Willem Mengelberg (1871–1951) dirigent           | Willem Mengelberg (1871–1951) dirigent           | Willem Mengelberg (1871–1951) dirigent           | Willem Mengelberg (1871–1951) dirigent           | Willem Mengelberg (1871–1951) dirigent           |  |  | Joseph Mengelberg (1874-1940) beeldhouwer en glazenier | Joseph Mengelberg (1874-1940) beeldhouwer en glazenier | Joseph Mengelberg (1874-1940) beeldhouwer en glazenier | Joseph Mengelberg (1874-1940) beeldhouwer en glazenier | Joseph Mengelberg (1874-1940) beeldhouwer en glazenier | Joseph Mengelberg (1874-1940) beeldhouwer en glazenier |  |  | Hans Mengelberg (1885-1945) beeldhouwer en ontwerper | Hans Mengelberg (1885-1945) beeldhouwer en ontwerper | Hans Mengelberg (1885-1945) beeldhouwer en ontwerper | Hans Mengelberg (1885-1945) beeldhouwer en ontwerper | Hans Mengelberg (1885-1945) beeldhouwer en ontwerper | Hans Mengelberg (1885-1945) beeldhouwer en ontwerper |  |  |                                     |                                     |                                     |                                     |                                     |                                     |  |  |  |  |  |  |  |  |  |  |  |  |  |  |  |  |  |  |
|                                                                 |                                                                 |                                                                 |                                                                 |                                                                 |                                                                 |  |  |                                                  |                                                  |                                                  |                                                  |                                                  |                                                  |  |  |                                                        |                                                        |                                                        |                                                        |                                                        |                                                        |  |  |                                                      |                                                      |                                                      |                                                      |                                                      |                                                      |  |  |                                     |                                     |                                     |                                     |                                     |                                     |  |  |  |  |  |  |  |  |  |  |  |  |  |  |  |  |  |  |
| Willem Mengelberg (1897-1969) glazenier                         | Willem Mengelberg (1897-1969) glazenier                         | Willem Mengelberg (1897-1969) glazenier                         | Willem Mengelberg (1897-1969) glazenier                         | Willem Mengelberg (1897-1969) glazenier                         | Willem Mengelberg (1897-1969) glazenier                         |  |  |                                                  |                                                  |                                                  |                                                  |                                                  |                                                  |  |  | Karel Mengelberg (1902-1984) componist en dirigent     | Karel Mengelberg (1902-1984) componist en dirigent     | Karel Mengelberg (1902-1984) componist en dirigent     | Karel Mengelberg (1902-1984) componist en dirigent     | Karel Mengelberg (1902-1984) componist en dirigent     | Karel Mengelberg (1902-1984) componist en dirigent     |  |  | Leni Mengelberg (1903-1984) schrijfster              | Leni Mengelberg (1903-1984) schrijfster              | Leni Mengelberg (1903-1984) schrijfster              | Leni Mengelberg (1903-1984) schrijfster              | Leni Mengelberg (1903-1984) schrijfster              | Leni Mengelberg (1903-1984) schrijfster              |  |  | Lou Lichtveld (1903-1996) schrijver | Lou Lichtveld (1903-1996) schrijver | Lou Lichtveld (1903-1996) schrijver | Lou Lichtveld (1903-1996) schrijver | Lou Lichtveld (1903-1996) schrijver | Lou Lichtveld (1903-1996) schrijver |  |  |  |  |  |  |  |  |  |  |  |  |  |  |  |  |  |  |
| Willem Mengelberg (1897-1969) glazenier                         | Willem Mengelberg (1897-1969) glazenier                         | Willem Mengelberg (1897-1969) glazenier                         | Willem Mengelberg (1897-1969) glazenier                         | Willem Mengelberg (1897-1969) glazenier                         | Willem Mengelberg (1897-1969) glazenier                         |  |  |                                                  |                                                  |                                                  |                                                  |                                                  |                                                  |  |  | Karel Mengelberg (1902-1984) componist en dirigent     | Karel Mengelberg (1902-1984) componist en dirigent     | Karel Mengelberg (1902-1984) componist en dirigent     | Karel Mengelberg (1902-1984) componist en dirigent     | Karel Mengelberg (1902-1984) componist en dirigent     | Karel Mengelberg (1902-1984) componist en dirigent     |  |  | Leni Mengelberg (1903-1984) schrijfster              | Leni Mengelberg (1903-1984) schrijfster              | Leni Mengelberg (1903-1984) schrijfster              | Leni Mengelberg (1903-1984) schrijfster              | Leni Mengelberg (1903-1984) schrijfster              | Leni Mengelberg (1903-1984) schrijfster              |  |  | Lou Lichtveld (1903-1996) schrijver | Lou Lichtveld (1903-1996) schrijver | Lou Lichtveld (1903-1996) schrijver | Lou Lichtveld (1903-1996) schrijver | Lou Lichtveld (1903-1996) schrijver | Lou Lichtveld (1903-1996) schrijver |  |  |  |  |  |  |  |  |  |  |  |  |  |  |  |  |  |  |
|                                                                 |                                                                 |                                                                 |                                                                 |                                                                 |                                                                 |  |  |                                                  |                                                  |                                                  |                                                  |                                                  |                                                  |  |  |                                                        |                                                        |                                                        |                                                        |                                                        |                                                        |  |  |                                                      |                                                      |                                                      |                                                      |                                                      |                                                      |  |  |                                     |                                     |                                     |                                     |                                     |                                     |  |  |  |  |  |  |  |  |  |  |  |  |  |  |  |  |  |  |
|                                                                 |                                                                 |                                                                 |                                                                 |                                                                 |                                                                 |  |  |                                                  |                                                  |                                                  |                                                  |                                                  |                                                  |  |  | Misha Mengelberg (1935-2017) jazzpianist en componist  |                                                        |                                                        |                                                        |                                                        |                                                        |  |  |                                                      |                                                      |                                                      |                                                      |                                                      |                                                      |  |  |                                     |                                     |                                     |                                     |                                     |                                     |  |  |  |  |  |  |  |  |  |  |  |  |  |  |  |  |  |  |

## Enkele telgen uit de juristen/bestuurderstak
- Heinrich Mengelberg (1858-1923), advocaat Justizrat
  - dr Rudolf Mengelberg (1892-1959), componist, musicoloog en algemeen directeur van Het Concertgebouw N.V.
  - prof dr Käthe Mengelberg (1894-1968), sociologe
    - Stefan Bauer-Mengelberg (1927-1996), Amerikaans wiskundige, advocaat en dirigent